# Сан Вали (Тексас)
Сан Вали (енгл. Sun Valley) град је у америчкој савезној држави Тексас. По попису становништва из 2010. у њему је живело 69 становника.

## Демографија
Према попису становништва из 2010. у граду је живело 69 становника, што је 18 (35,3%) становника више него 2000. године.
| Група             | 2000.      | 2010.      |
| Белци             | 43 (84,3%) | 41 (59,4%) |
| Афроамериканци    | 0 (0,0%)   | 0 (0,0%)   |
| Азијати           | 0 (0,0%)   | 3 (4,3%)   |
| Хиспаноамериканци | 8 (15,7%)  | 22 (31,9%) |
| Укупно            | 51         | 69         |